# Малгуцана (Лоди)
Малгуцана је насеље у Италији у округу Лоди, региону Ломбардија.
Према процени из 2011. у насељу је живело 25 становника. Насеље се налази на надморској висини од 73 м.